# Is-sur-Tille
Ne doit pas être confondu avec Is-en-Bassigny.
Is-sur-Tille [is syʁ tij] est une commune française située dans le département de la Côte-d'Or en région Bourgogne-Franche-Comté

## Géographie
Située à une vingtaine de kilomètres au nord de Dijon, elle est implantée à la limite de deux régions naturelles : 
- à l'ouest, un plateau calcaire fortement boisé, dont les altitudes dépassent 400 mètres;
- à l'est, une plaine argileuse plus humide, en pente douce vers le sud-est de la Saône, vouée à l'agriculture.

### Hydrographie
La commune est traversée par l'Ignon, rivière qui partage ses eaux en plusieurs bras à l'entrée de la ville, avant de rejoindre la Tille affluent de la Saône. La Tille marque la limite nord-est de la commune, limitrophe avec Échevannes. La présence de l'eau dans le site naturel de la ville, déterminante dans son développement au cours des siècles, est aujourd'hui un élément pittoresque qui lui confère le charme d'une bourgade paisible et touristique. Is-sur-Tille est à une altitude moyenne de 280 mètres.

### Climat
Pour des articles plus généraux, voir Climat de la Bourgogne-Franche-Comté et Climat de la Côte-d'Or.
En 2010, le climat de la commune est de type climat des marges montargnardes, selon une étude du Centre national de la recherche scientifique s'appuyant sur une série de données couvrant la période 1971-2000. En 2020, Météo-France publie une typologie des climats de la France métropolitaine dans laquelle la commune est exposée à un climat océanique altéré et est dans une zone de transition entre les régions climatiques « Lorraine, plateau de Langres, Morvan » et « Bourgogne, vallée de la Saône ». 
Pour la période 1971-2000, la température annuelle moyenne est de 10 °C, avec une amplitude thermique annuelle de 17,1 °C. Le cumul annuel moyen de précipitations est de 795 mm, avec 12 jours de précipitations en janvier et 8 jours en juillet. Pour la période 1991-2020, la température moyenne annuelle observée sur la station météorologique de Météo-France la plus proche, « Dijon Toison », dans la commune de Dijon à 23 km à vol d'oiseau, est de 11,5 °C et le cumul annuel moyen de précipitations est de 771,8 mm,. Pour l'avenir, les paramètres climatiques de la commune estimés pour 2050 selon différents scénarios d'émission de gaz à effet de serre sont consultables sur un site dédié publié par Météo-France en novembre 2022.

## Urbanisme

### Typologie
Au 1er janvier 2024, Is-sur-Tille est catégorisée petite ville, selon la nouvelle grille communale de densité à 7 niveaux définie par l'Insee en 2022.
Elle appartient à l'unité urbaine d'Is-sur-Tille, une agglomération intra-départementale dont elle est ville-centre,. Par ailleurs la commune fait partie de l'aire d'attraction de Dijon, dont elle est une commune de la couronne,. Cette aire, qui regroupe 333 communes, est catégorisée dans les aires de 200 000 à moins de 700 000 habitants,.

### Occupation des sols
L'occupation des sols de la commune, telle qu'elle ressort de la base de données européenne d’occupation biophysique des sols Corine Land Cover (CLC), est marquée par l'importance des territoires agricoles (49,2 % en 2018), en diminution par rapport à 1990 (53,3 %). La répartition détaillée en 2018 est la suivante : 
terres arables (42,2 %), forêts (38,2 %), zones urbanisées (8 %), prairies (5,3 %), zones industrielles ou commerciales et réseaux de communication (3,5 %), zones agricoles hétérogènes (1,7 %), espaces verts artificialisés, non agricoles (1,1 %). L'évolution de l’occupation des sols de la commune et de ses infrastructures peut être observée sur les différentes représentations cartographiques du territoire : la carte de Cassini (XVIIIe siècle), la carte d'état-major (1820-1866) et les cartes ou photos aériennes de l'IGN pour la période actuelle (1950 à aujourd'hui).

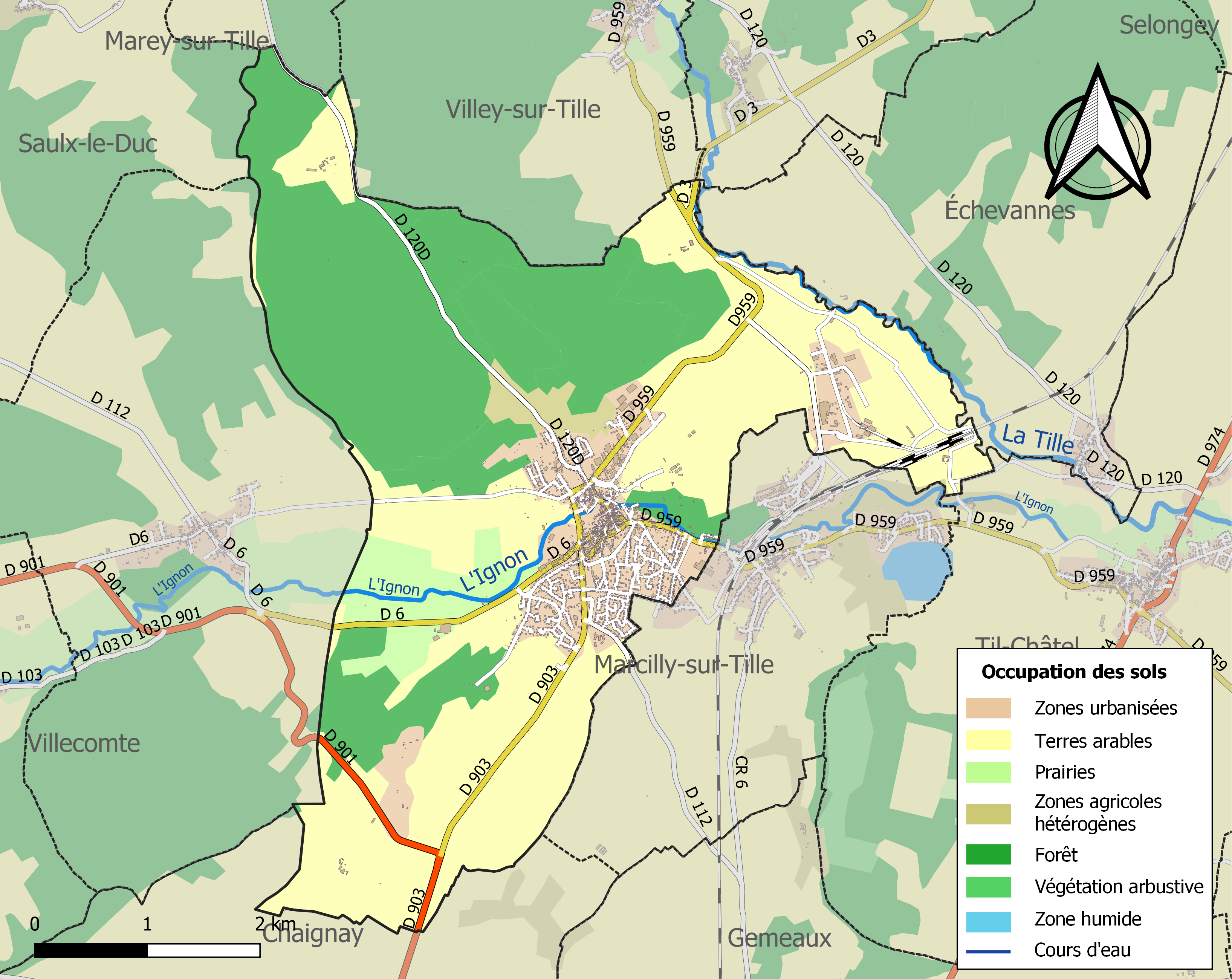
Carte des infrastructures et de l'occupation des sols de la commune en 2018 (CLC).

## Toponymie
Plusieurs hypothèses existent pour l'origine du nom, bien connu des cruciverbistes, « Is » : d'un mot celte qui veut dire eau ou rivière, d'un nom de famille romain (Iccius) ou d'Isis la déesse égyptienne dont des Romains ont pu s'approprier le culte.
Plutôt qu'un nom de personne, nous verrons là un type hydronymique assez bien connu dans la région dans Is-sur-Tille où nous avons vu un *Iciomagus, « le marché de la rivière », du grec isos, « égalité, égalité des eaux ».

## Histoire

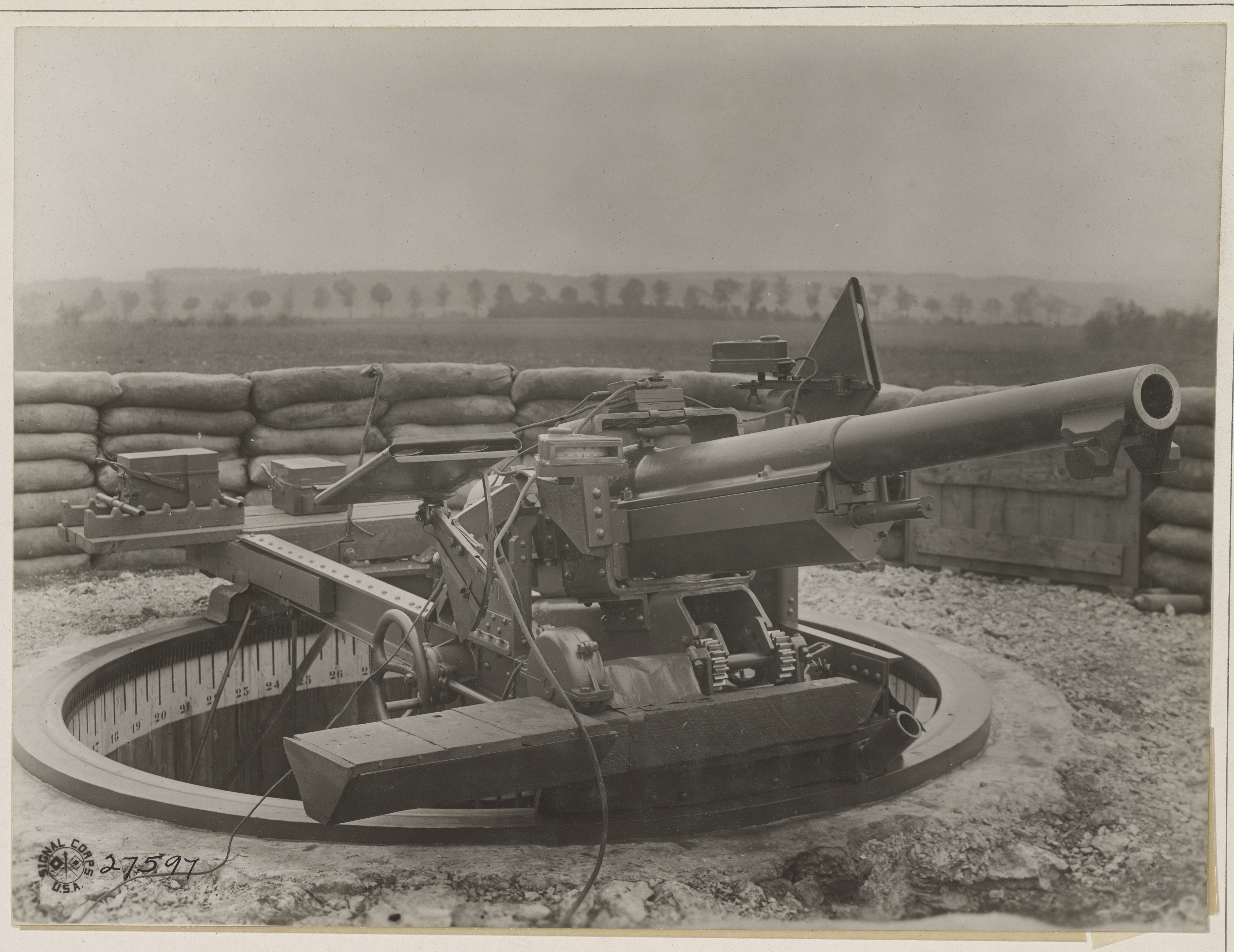
Canon anti-aérien américain pendant la Grande guerre.

Riche de son histoire mais tiraillée entre le duc de Bourgogne, l’évêque-duc de Langres, l’abbé de Saint-Bénigne de Dijon et le roi de France (cf. Philippe le Bel en 1312), la ville possède un patrimoine limité par des destructions nombreuses jusqu'au XVIIIe siècle. Parmi les bâtiments remarquables figurent l'église du XIIe siècle, l'hôtel Lecompasseur de Courtivron, l'hôtel de Lenoncourt, et un château du XVIIe siècle. Des constructions plus récentes, telles que l'hôtel de ville, ne sont pas sans intérêt.
Elle fut le chef-lieu du district d'Is-sur-Tille de 1790 à 1800.

### Carte de Cassini
|  |  |

La carte de Cassini ci-dessus montre qu'au XVIIIe siècle, Is-sur-Tille est une ville située sur la rive droite de la rivière L'Ignon.

Un moulin à eau, Le Moulin de Ville Charle est représenté en amont de la ville.

En aval, Le Foulon d'Is sur Tille était un moulin à foulon dont la force motrice était utilisée pour battre la laine tissée pour la dégraisser.

Au nord, quatre fermes sont représentées Les Moritaines, Valbertier, Les Mottes et La Grangeoire.

A l’extrême sud du terroir, les Fermes de la Rente du Seuil sont encore présentes de nos jours sous l'appellation de La Ferme des Rentes Dusseuil.

### Histoire ferroviaire de la ville

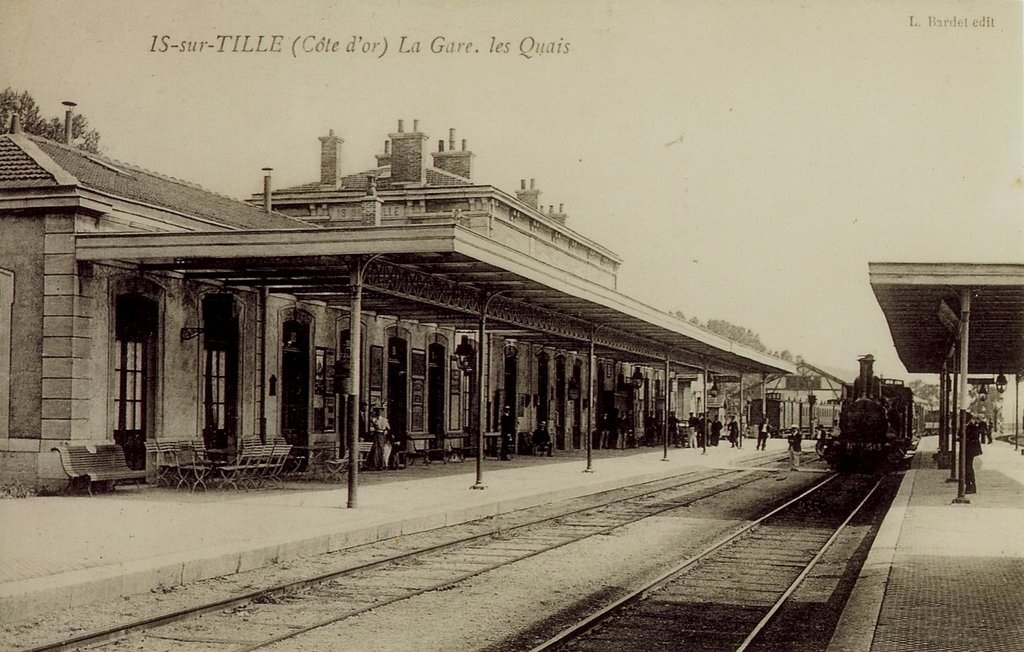
Carte postale de la gare d'Is-sur-Tille vers 1910.
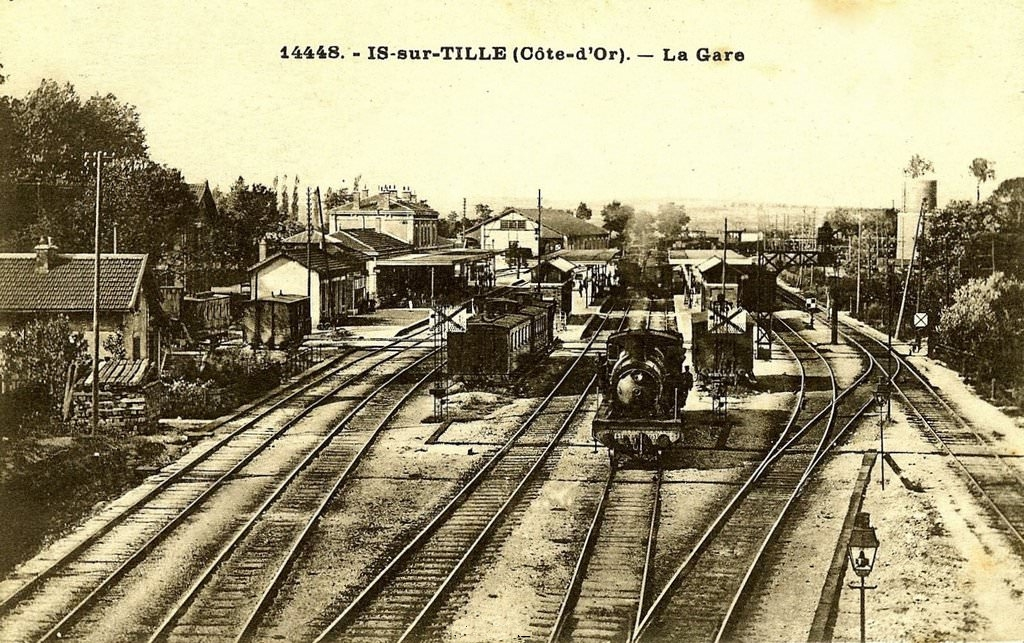
Autre carte postale de la gare vers 1910.
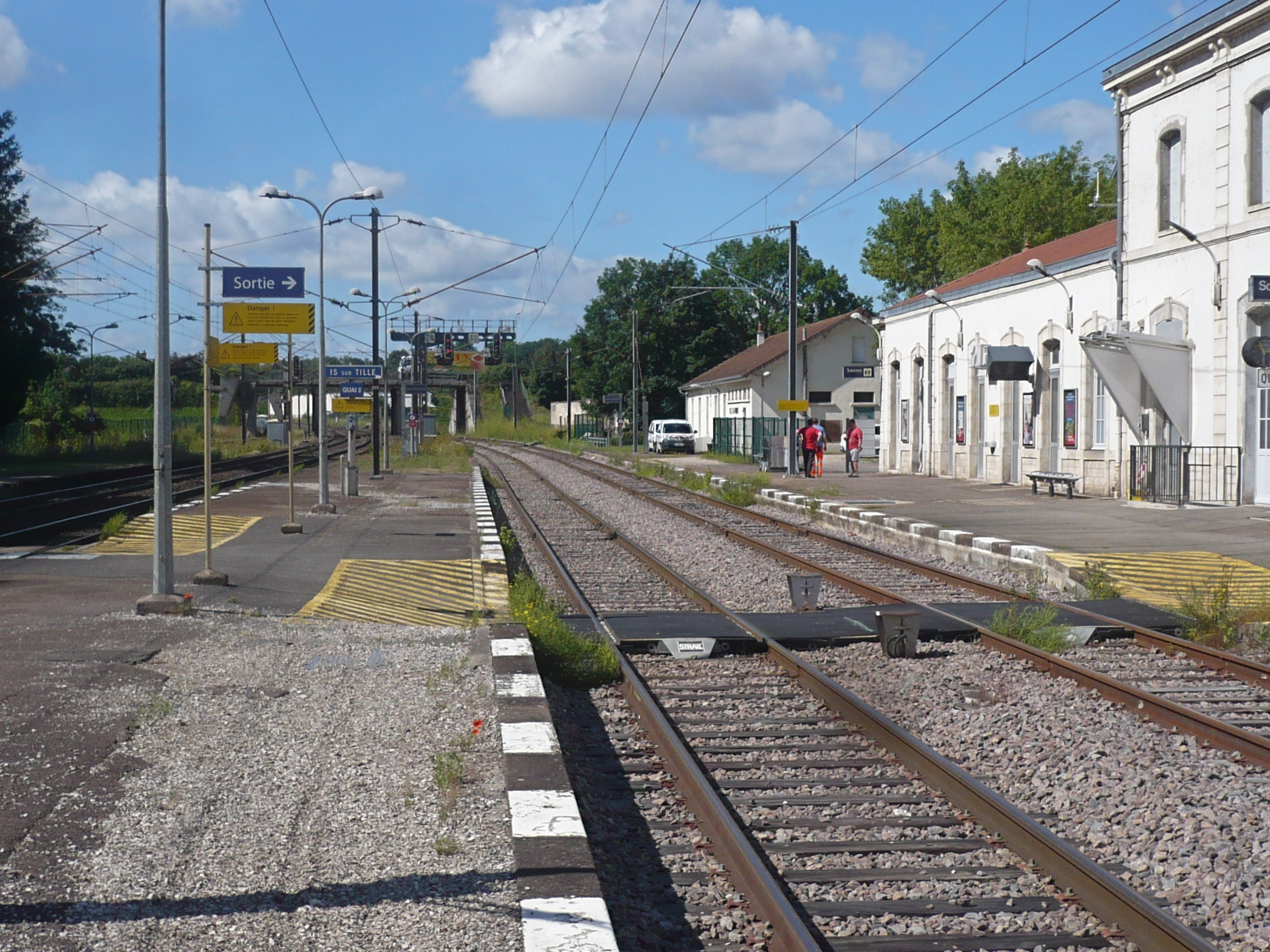
La gare en 2021.

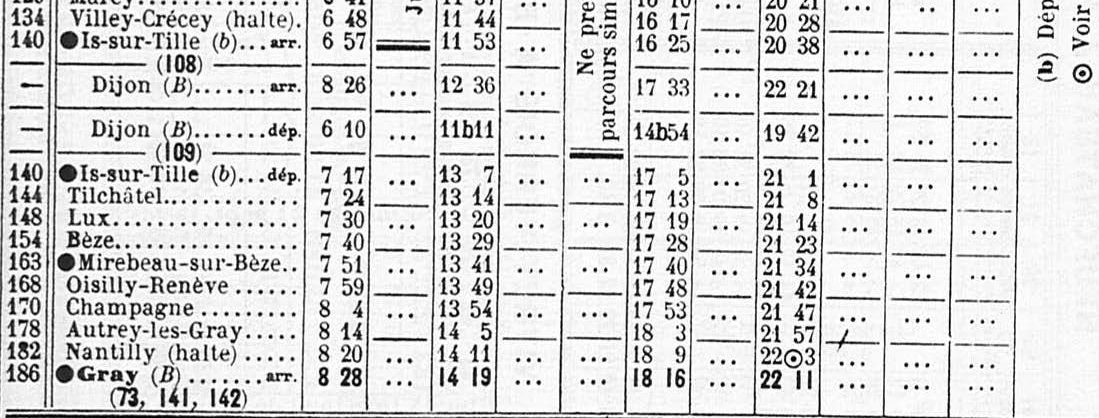
Horaire de la ligne d'Is-sur-Tille à Gray en 1914.
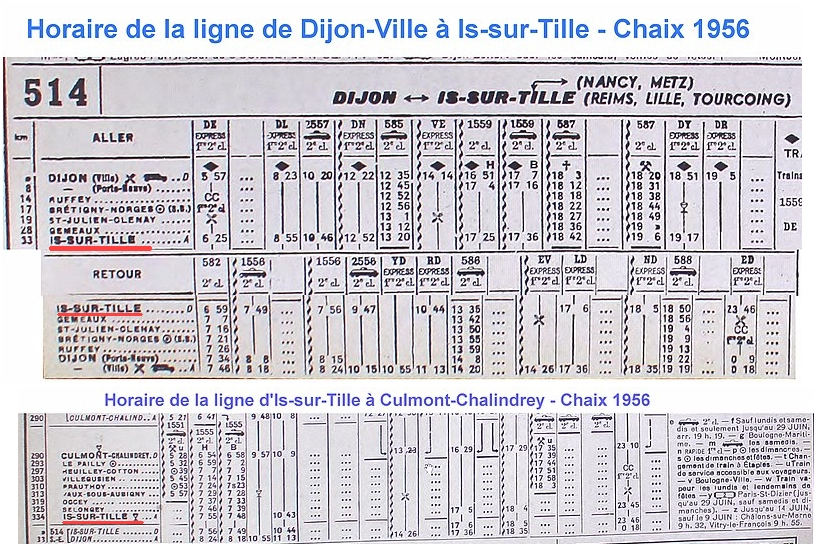
Horaire des lignes de Dijon à Is-sur-Tille et d'Is-sur-Tille à Culmont-Chalindrey en 1956.

Depuis 150 ans, Is-sur-Tille a été un important carrefour de lignes de chemin de fer :
- d'abord, à partir de 1872, avec la Ligne de Dijon-Ville à Is-sur-Tille et la Ligne d'Is-sur-Tille à Culmont - Chalindrey
- puis, à partir de 1874 jusqu'en 1969,  avec la ligne de chemin de fer de Troyes à Gray.

Ligne de Dijon-Ville à Is-sur-Tille et Ligne d'Is-sur-Tille à Culmont - Chalindrey
La première, créée en 1872, se dirige, depuis la gare d'Is-sur-Tille, plein sud sud vers la gare de Gémeaux et continue jusqu'à la gare de Dijon-Ville située à 33 km.
 
La seconde, mise en service en 1874, se dirige au nord vers la gare de Selongey pour aboutir à la gare de Culmont-Chalindrey située à 44 km.

Ces lignes à double voie ont été électrifiées en 1964 ; elles sont utilisées actuellement pour le transport de passagers et de fret.
La ligne de chemin de fer de Troyes à Gray
De 1882 au 2 mars 1969, la commune  a été traversée par la ligne de chemin de fer de Troyes à Gray, qui, venant du nord-est de la gare de Villey-Crécey, passait à l'est, côtoyait la ligne d'Is-sur-Tille à Culmont- Chalindrey, s'arrêtait à la gare d'Is-sur-Tille  puis, après avoir fait une grande boucle autour de Marcilly-sur-Tille, se dirigeait ensuite vers la gare de Til-Châtel. 

L'horaire ci-dessus montre qu'en 1914, 4 trains s'arrêtaient chaque jour à la gare d'Is-sur-Tille  dans le sens Troyes-Gray et 4 autres dans l'autre sens.

À une époque où le chemin de fer était le moyen de déplacement le plus pratique, cette ligne connaissait un important trafic de passagers et de marchandises. 
	
À partir de 1950, avec l'amélioration des routes et le développement du transport automobile, le trafic ferroviaire a périclité et la ligne a été fermée le 2 mars 1969 au trafic voyageurs puis désaffectée.
La gare d'Is-sur-Tille
En réalité, la gare d'Is-sur-Tille est implantée sur le terroir de la commune de Marcilly-sur-Tille ; seule une  partie  du dépôt se trouve sur le terroir d'Is-sur-Tille, à l'extrême-est.

Actuellement, la gare est desservie quotidiennement par  six TER vers la gare de Dijon située à 33 km ; la durée du trajet est d'environ 30 min. Ce sont 4 TER qui prennent la direction de la gare de Culmont-Chalindrey située à 44 km avec une durée moyenne de 30 min.

## Politique et administration

### Tendances politiques et résultats
En 2018, le maire de la commune interdit l'accès à la forêt d'Is-sur-Tille aux promeneurs les dimanches jusqu'à la fin de la saison de chasse.

### Jumelage
La commune d'Is-sur-Tille est jumelée avec la ville de Waldmohr (Rhénanie-Palatinat), en  Allemagne.

### Intercommunalité
Is-sur-Tille fait partie de la COVATI, Communauté de communes des Vallées de la Tille et de l'Ignon.

## Démographie
L'évolution du nombre d'habitants est connue à travers les recensements de la population effectués dans la commune depuis 1793. Pour les communes de moins de 10 000 habitants, une enquête de recensement portant sur toute la population est réalisée tous les cinq ans, les populations de référence des années intermédiaires étant quant à elles estimées par interpolation ou extrapolation. Pour la commune, le premier recensement exhaustif entrant dans le cadre du nouveau dispositif a été réalisé en 2006.

En 2022, la commune comptait 4 308 habitants, en évolution de −2,38 % par rapport à 2016 (Côte-d'Or : +0,82 %, France hors Mayotte : +2,11 %).
| 1793  | 1800  | 1806  | 1821  | 1831  | 1836  | 1841  | 1846  | 1851  |
| ----- | ----- | ----- | ----- | ----- | ----- | ----- | ----- | ----- |
| 1 561 | 1 289 | 1 479 | 1 364 | 1 436 | 1 460 | 1 420 | 1 400 | 1 468 |

| 1856  | 1861  | 1866  | 1872  | 1876  | 1881  | 1886  | 1891  | 1896  |
| ----- | ----- | ----- | ----- | ----- | ----- | ----- | ----- | ----- |
| 1 400 | 1 410 | 1 371 | 1 306 | 1 318 | 1 899 | 1 945 | 1 892 | 1 963 |

| 1901  | 1906  | 1911  | 1921  | 1926  | 1931  | 1936  | 1946  | 1954  |
| ----- | ----- | ----- | ----- | ----- | ----- | ----- | ----- | ----- |
| 1 719 | 1 808 | 1 801 | 2 641 | 2 917 | 3 035 | 2 850 | 2 575 | 2 585 |

| 1962  | 1968  | 1975  | 1982  | 1990  | 1999  | 2006  | 2011  | 2016  |
| ----- | ----- | ----- | ----- | ----- | ----- | ----- | ----- | ----- |
| 2 568 | 3 448 | 3 770 | 4 200 | 4 050 | 3 926 | 3 824 | 4 339 | 4 413 |

| 2021  | 2022  | - | - | - | - | - | - | - |
| ----- | ----- | - | - | - | - | - | - | - |
| 4 334 | 4 308 | - | - | - | - | - | - | - |

## Économie

### Commerces
Le commerce local de proximité est très développé et diversifié, il couvre tous les besoins quotidiens des habitants d'Is-sur-Tille et de ses environs.
Il existe plusieurs boulangeries, pâtisseries, boucherie, et marchands de fruits et légumes... plus 5 supermarchés, 2 surfaces de bricolage et une jardinerie. La commune compte également des agences bancaires, d'assurances, plusieurs salons de coiffure, salons d'esthétique/beauté, et différents commerces dont : tabac/presse, librairie, chaussures, fleuristes, électro-ménager, bijouterie, informatique, téléphonie..., ainsi que diverses boutiques d'habillement pour hommes, femmes & enfants et 2 opticiens.
La commune dispose également de plusieurs garages automobiles (5) ainsi que de 2 centres de contrôle technique.

### Hébergements et restaurations
Les commerces liés au tourisme ne sont pas en reste, avec la présence de 4 restaurants, et 2 hôtels, de nombreux gîtes ruraux et chambres d'hôtes.

### Artisans
Les artisans de la commune recouvrent essentiellement le secteur du bâtiment dans son ensemble.

### Industrie
La ville produit des biens d'équipement domestique, avec l'usine du Groupe SEB, créée à Is en 1976 (260 p. en 2012).

### Agriculture
La confrérie de la truffe de Bourgogne a son siège social à Is-sur-Tille.

## Lieux et monuments
- Ville fleurie classée "deux fleurs"
- L’hôtel Le Compasseur de Courtivron,
- Pelouse calcaire du petit clocher[27],
- 5 lavoirs sur les berges de l'Ignon, dont 3 communaux[28].
- Ancien camp américain de la Première Guerre mondiale (septembre 1917 à mai 1919) dont un mémorial a été inauguré à Is-sur-Tille le 9 septembre 2008.

## Équipements et services

### Services
Les services publics sont nombreux, tels La Poste, Enedis, GRDF, le Centre de Finances Publiques ; sur le plan sécurité : une gendarmerie, une caserne de pompiers. 
Il y a aussi une maison de service au public (MSAP), des permanences CAF, CPAM, CARSAT, Services de la Sécurité Sociale, Emploi... ainsi qu'une structure multi-accueil pour les enfants de 0 à 4 ans.
D'autres professionnels sont présents dans la commune tels que : notaires, avocat, huissier de justice, conciliateur de justice...

### Transports urbains
La gare SNCF la plus proche est située dans la commune de Marcilly-sur-Tille. Elle dessert les 2 villes. Un service voyageur assure un trafic régulier, avec le passage de plusieurs TER, par jour, sur la ligne Dijon-Langres. Un service fret est également disponible dans cette gare.

### Enseignement
Les élèves de la commune commencent leurs études à l'école maternelle Matisse, puis à l'école Anatole-France, inaugurée en 2000. Elles se poursuivent ensuite au collège Paul-Fort.
L'école privée Jeanne-d'Arc accueille également des élèves, pour des sections maternelles et primaires.
Par ailleurs, une école de musique inter-communale est représentée à Is : elle dépend de la communauté de communes (COVATI).

### Sports
L'office municipal des sports et les associations issoises proposent plusieurs activités sportives : notamment rugby, tennis, volley-ball, basket, football, handball, karaté, quilles, ainsi que moto cross et karting cross. Les équipements municipaux sont d'ailleurs nombreux, avec plusieurs salles polyvalentes, une piscine non couverte, des terrains de tennis (dont un couvert), un skatepark et un gymnase.

### Santé
En plus des 2 pharmacies, 8 médecins, 4 dentistes et 2 infirmières sont installés à Is-sur-Tille, un laboratoire d'analyse médicale est également à disposition de la population. L'hôpital local comporte un service de soins (8 lits en médecine et 12 lits en suivis de soins), et un service d'hébergement, l'EHPAD (95 lits). L'équipe médicale est composée de 9 médecins et 1 pharmacien.
Un pôle médical créé en 2008 comprend 6 médecins, 2 infirmières et un cabinet de kinésithérapie avec balnéothérapie. Il y a également 3 autres cabinets de kinésithérapie et 3 cabinets dentaires à Is-sur-Tille.
On compte par ailleurs 1 médecin et 1 pédiatre , 2 vétérinaires, 2 orthophonistes, 1 podologue, 1 ostéopathe, 1 audioprothésiste, 1 sage-femme, 2 diététiciennes et 4 psychologues, ainsi que 2 services ambulanciers .

## Personnalités liées à la commune
- François Louis Bouchu (1771-1839), général d'Empire né dans la commune.
- Joseph Claude Marie Charbonnel, ancien maire et général de la Révolution et de l'Empire.
- Georges Serraz, sculpteur né à Is-sur-Tille le 13 janvier 1883.
- Pierre Briout (Is-sur-Tille 1915-Crux-la-Ville 1944), résistant, Compagnon de la Libération[31], Mort pour la France, assassiné par les Allemands le 15 juin 1944.
- Gilles Roussel, alias Boulet, auteur de bande dessinée, a effectué une partie de ses études à Is-sur-Tille.

## Héraldique
| Blason | Blasonnement : D'azur à deux vrillons d'argent en sautoir et à une crosse de même, brochant sur le tout. |

## Galerie de photographies

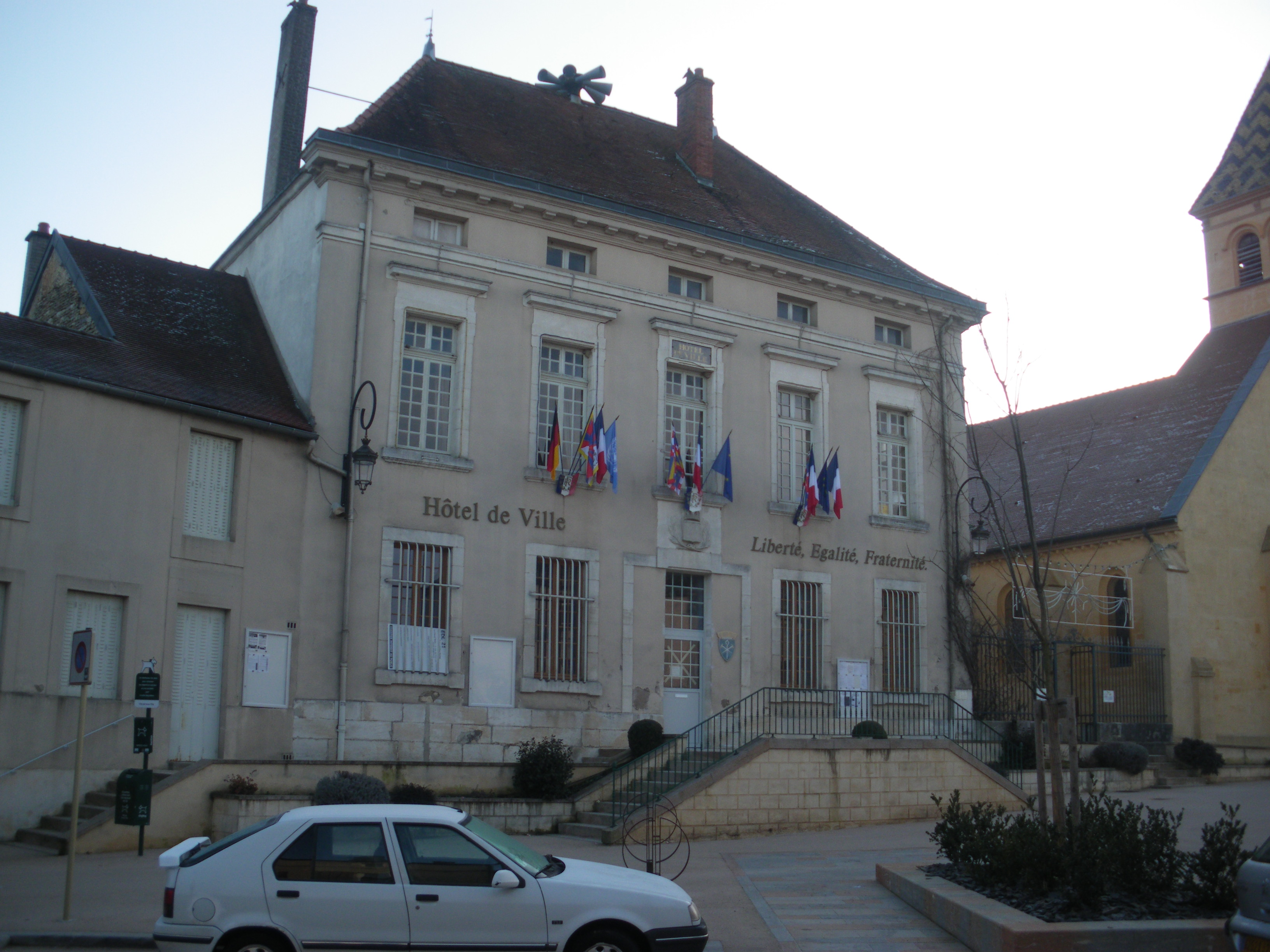
Mairie.
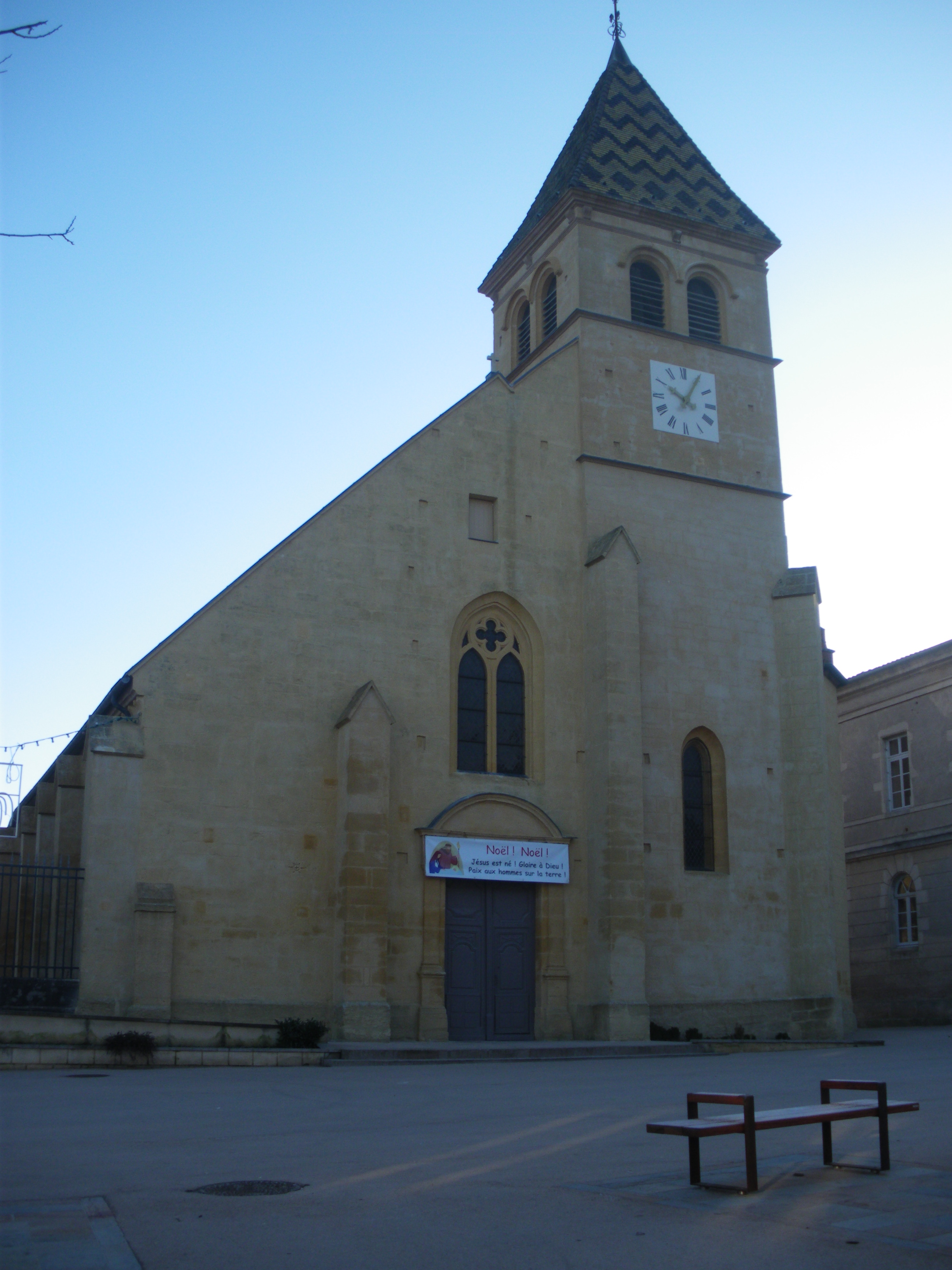
Église.
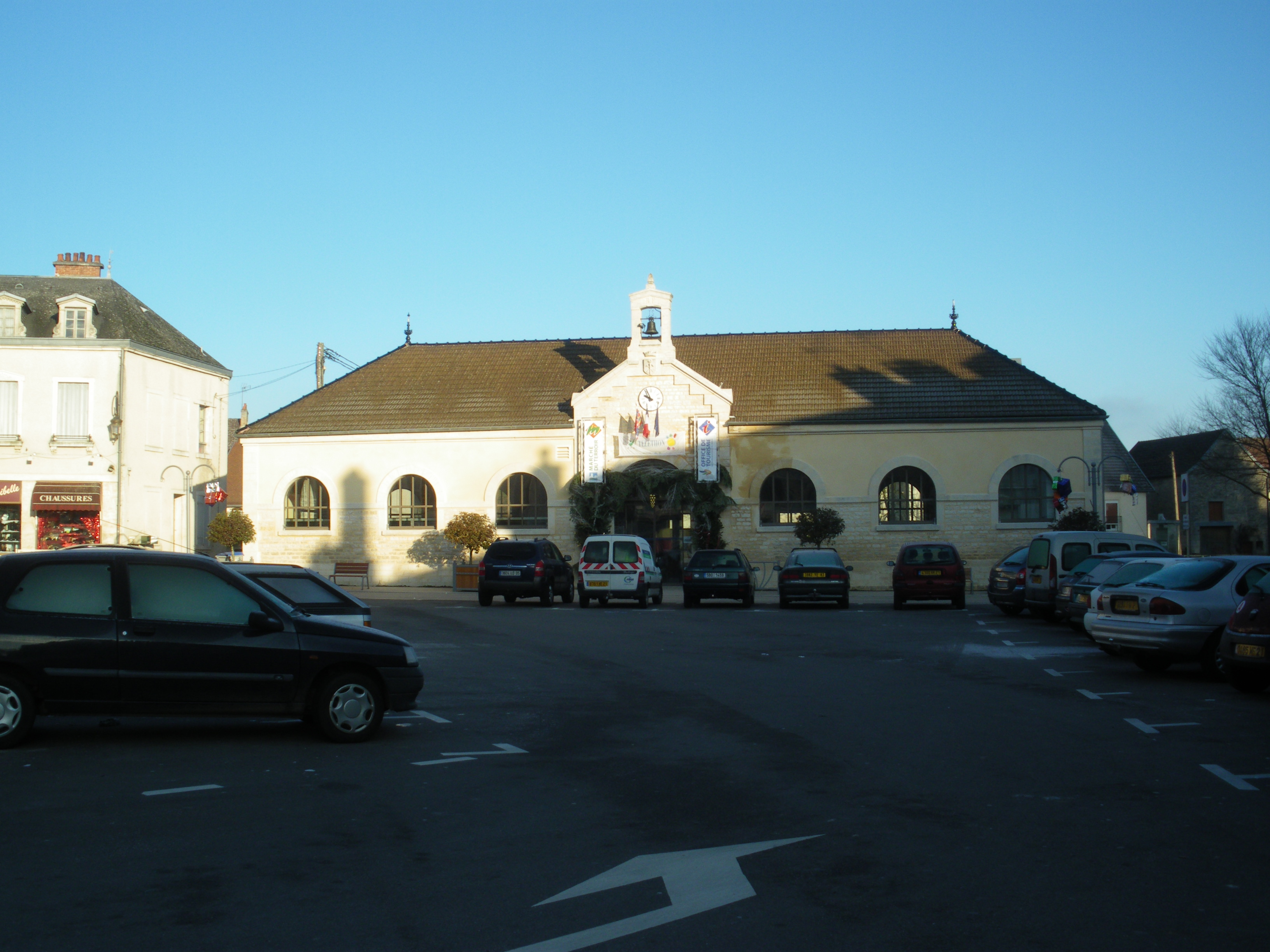
Office de tourisme
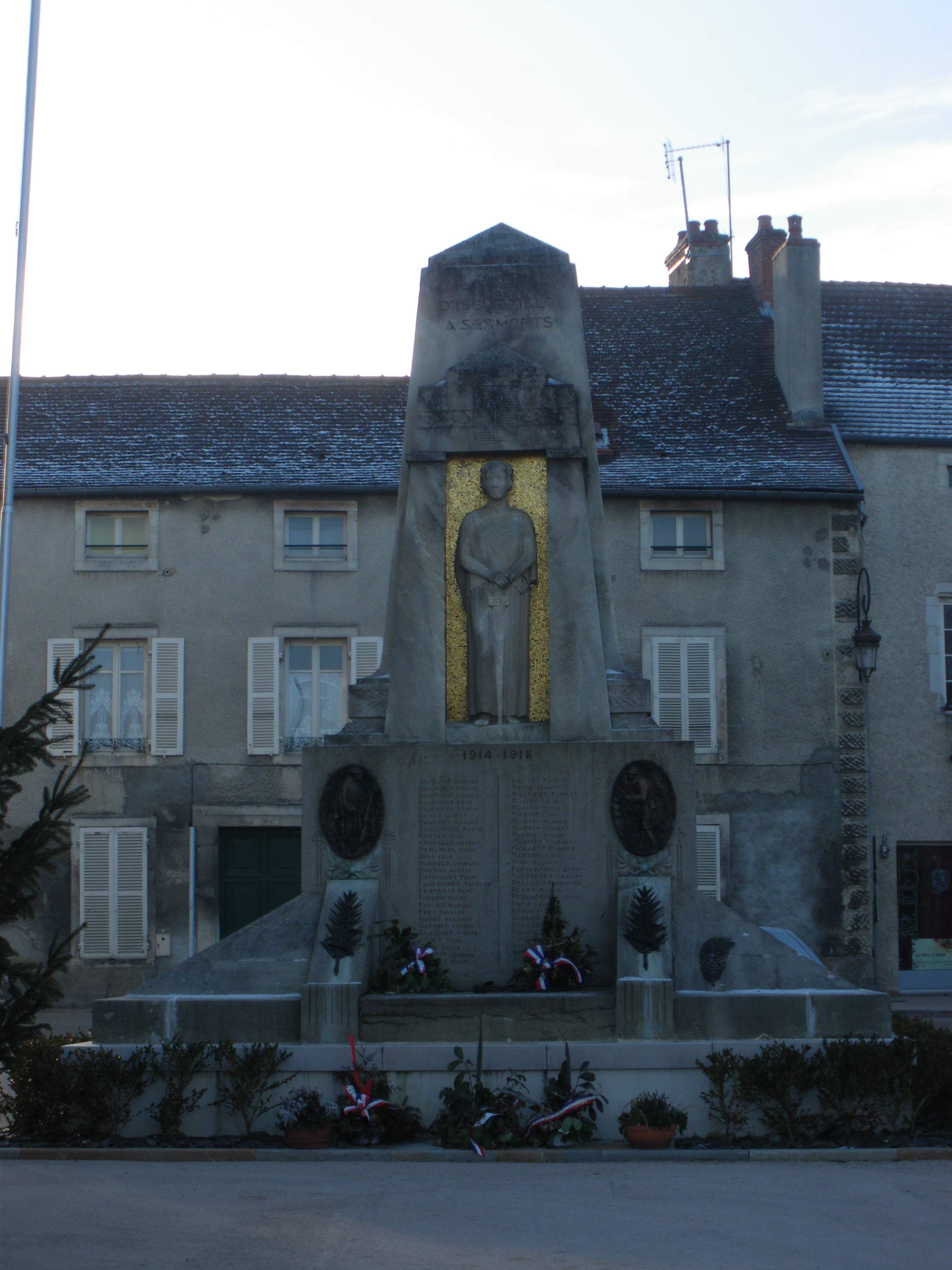
Monument aux Morts.